# August Landmesser
August Friedrich Landmesser (Heidrege, 24. svibnja 1910. — Ston, 17. listopada 1944.) bio je radnik u brodogradilištu Blohm + Voss u Hamburgu, u Njemačkoj. Poznat je po svom pojavljivanju na fotografiji na kojoj je odbio izvesti nacistički pozdrav prilikom porinuća broda za obuku Horst Wessel njemačke mornarice. 
Bio je član nacističke stranke od 1931. do 1935., ali je nakon što je dobio djecu sa Židovkom, proglašen krivim zbog „prljanja rasne časti“ po nacističkim rasnim zakonima i počeo se protiviti Hitlerovom režimu.
August Landmesser se s Irmom Ekler, rođenom 1913., oženio 1935. Nju je Gestapo uhapsio 1938. i odveo u zatvor Fuhlsbüttel u Hamburgu. Djeca, Ingrid i Irene, bila su razdvojena. Ingrid je dozvoljeno da živi sa svojom bakom, a Irene je prvo otišla u sirotište, a zatim kod staratelja. Njihov otac, August Landmesser, pušten je iz zatvora 19. siječnja 1941. Radio je kao predradnik u poduzeću Püst, koja se bavila prijevozom robe. U veljači 1944. mobiliziran je u kazneni vod, 999. laki afrički bataljon, gdje je kasnije nestao u akciji kod Stona u Hrvatskoj i smatra se poginulim.